# روبوكوب 2
روبو كوب 2 (بالإنجليزية: Robocop 2) أنتجت هذا الفيلم سنة 1990م في مدينة ديترويت بولاية ميشغان، هذه المرة الفيلم ظهرت بالجزء الثاني.
وهي فيلم عن دور روبوكوب يحارب قطاع الطرق في المدينة.

## ميزانية الفيلم
الفيلم ربحت 14 مليون دولار، وهي ميزانية الفيلم ربحت بـ 14 مليون دولار وهي أقوى اثارة من ناحية العرض والعاطفة

## الممثلون
- Peter Weller في دور بطل الفيلم روبوكوب - أليكس مارفي Alex Murphy/RoboCop
- Belinda Bauer في دور دكتور فوكس Dr. Juliette Faxx
- Felton Perry في دور الشرطية Chairman Donald Johnson

## وصلات خارجية
- روبوكوب 2 على موقع IMDb (الإنجليزية)
- روبوكوب 2 على موقع ميتاكريتيك (الإنجليزية)
- روبوكوب 2 على موقع الموسوعة البريطانية (الإنجليزية)
- روبوكوب 2 على موقع روتن توميتوز (الإنجليزية)
- روبوكوب 2 على موقع نتفليكس (الإنجليزية)
- روبوكوب 2 على موقع قاعدة بيانات الأفلام العربية
- روبوكوب 2 على موقع ألو سيني (الفرنسية)
- روبوكوب 2 على موقع Turner Classic Movies (الإنجليزية)
- روبوكوب 2 على موقع أول موفي (الإنجليزية)
- روبوكوب 2 على موقع بوكس أوفيس موجو (الإنجليزية)